# Hans Peißker
Hans Peißker, auch Peisker, Peißger, Peusigker, Peisigker und Poißker geschrieben, manchmal auch Hans Doring genannt (* unbekannt; † 26. Januar 1536 in Jena), war ein thüringischer Täufer und gemeinsam mit seiner Ehefrau Gastgeber einer kleinen Täufergemeinde, die sich in seinem Haus versammelte. Er starb als Märtyrer für seine Glaubensüberzeugungen.

## Leben

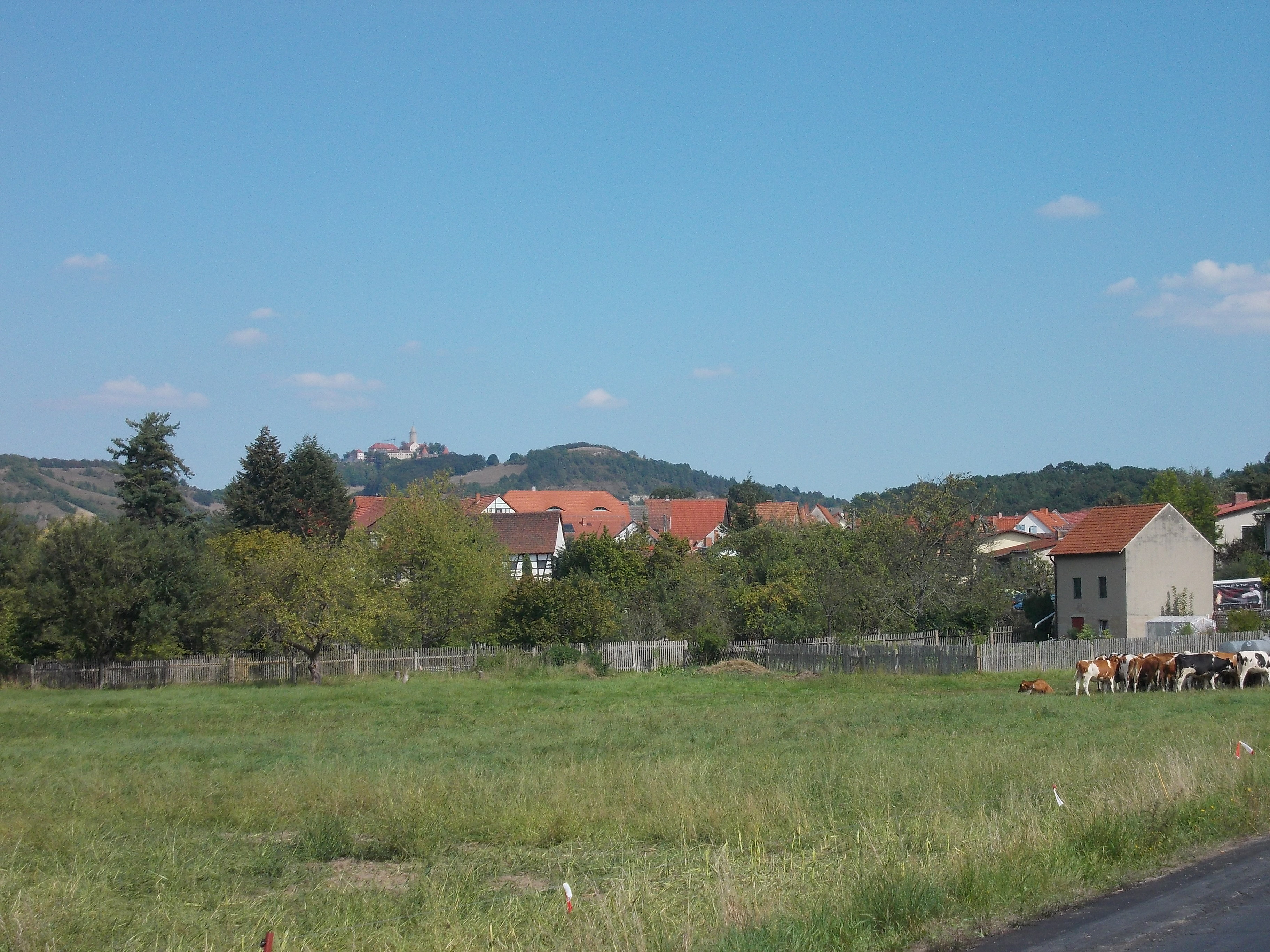
Kleineutersdorf heute mit der Leuchtenburg im Hintergrund

Verhör Hans Peißker, Heintz Craut und Jost Muller
(Ausschnitt aus dem Protokoll vom November 1535)

Hans Peißker war ein Müller, dessen Mühle sich bei Kleineutersdorf in der Nähe von Orlamünde befand. Über sein Geburtsdatum und seine Herkunft schweigen die Quellen. Belegt ist aber, dass Peißker verheiratet war und mehrere Kinder hatte, darunter eine 16-jährige Tochter namens Margarethe (Marta?). Die Taufe empfing er von dem aus Hessen stammenden Täuferführer Melchior Rinck. Auf welche Weise Peißker mit der Täuferbewegung in Berührung kam, lässt sich aus den vorhandenen Quellen zu seiner Biographie nicht ermitteln.
Bekanntheit erlangte der Müller durch Informationen, die der im Dienst der Leuchtenburg stehende Schösser Peter Wolfram im Frühjahr 1535 von den merkwürdigen Vorgängen im Hause Peißkers erhalten hatte. Danach meide er den Umgang mit seinen Nachbarn und nehme samt seinem Gesinde nicht mehr am Leben seiner örtlichen Kirchengemeinde teil. Zwar habe in den vergangenen Wochen seine Frau einmal einen Kirchgang unternommen, aber doch wohl nur, um den äußeren Schein zu wahren. Der Müller äußere sich zudem kritisch zur kirchlichen Verkündigung und zu den in der Kirche gespendeten Sakramenten. Als besonders auffällig erschienen den Informanten auch „die seltsamen Gesänge und Zeremonien“ vor und nach den Mahlzeiten. Der Verdacht, Peißker sei ein Anhänger der sogenannten „Wiedertäufer“, erhärtete sich, als er eines Tages einem Bekannten gegenüber die Übernahme der Patenschaft für dessen neugeborenes Kind verweigerte. Er habe – so lautete seine Begründung – ein so enges Verhältnis zu Gott, dass er nicht mehr mit gutem Gewissen „ein Kind aus der Taufe heben“ könne. Peter Wolfram meldete die erhaltenen Informationen schriftlich bei seinem Kurfürsten Johann Friedrich. Der Brief trägt das Datum Urbani [31. Mai] anno domini [15]35.

### Überwachung und Festnahme
Infolge der schriftlichen Anzeige des Steuereintreibers Wolfram wurde Peißker und sein Mühlen-Anwesen unter geheime Beobachtung gestellt. Mühlen waren in der Reformationszeit beliebte Versammlungsorte von religiösen Dissidenten. Sie lagen in der Regel außerhalb von Stadtmauern und Ortschaften, was die Überwachung ihrer Bewohner und Besucher erschwerte. Aber nicht nur ihre Lage machte sie zu Orten täuferischer Zusammenkünfte. Der Theologe Anselm Schubert weist darauf hin, dass außer den Kirchen auch viele Mühlen vom Mittelalter bis ins 18. Jahrhundert hinein Gesuchten und Verfolgten Asyl bieten konnten. Sie galten als Freistatt und wurden deshalb auch „Freimühlen“ genannt. Flüchtlinge fanden hier Schutz, selbst wenn ihr Aufenthaltsort den obrigkeitlichen Behörden bekannt war. Peißkers Mühle scheint keine Freimühle gewesen zu sein, denn am Sonntagmorgen, dem 21. November 1535, verhafteten die „von den Behörden bestellten Häscher“ den Müller, seine Tochter und um die 16 weitere Personen, die sich über Nacht in der Mühle aufgehalten hatten. Verschont blieben die Ehefrau Peißkers, „weil die mit grossem schwangern leib beladen“, sowie die „andern kinder, die etzwas jung und noch unvorstendig“ waren.
Ausführlich werden im Verhaftungsprotokoll Einzelheiten der Gefangennahme und des Gefangenentransports beschrieben. Danach stimmten die Versammelten noch vor der eigentlichen Festnahme den Choral „Nun bitten wir den Heiligen Geist“ an und ließen sich „mit frohlichem gemuet“ gefangen nehmen. Auch sei Peißkers Abschied von Ehefrau und Kindern merkwürdig verlaufen. Die Eheleute hätten sich mit Schwester und Bruder angeredet sowie sich gegenseitig getröstet. Peißker habe außerdem seine Frau ermahnt, „in irem glauben vest und bestendig zu bleiben“ und die gemeinsamen Kinder im Glauben zu unterrichten. Zum Schluss hätten sie sich „mit allen frewden geletzet“. Bei der Durchsuchung des Peißkerschen Wohnhauses fiel ein Kessel mit Fleisch auf, der mit anderen Nahrungsmitteln bei der Feuerstelle stand. Bei einfachen Bauern hätten die vorgefundenen Speisen für rund 30 Personen ausgereicht. Auf dem Weg zur Leuchtenburg hätten die 16 Gefangenen gebetet und ohne Unterlass gesungen. Beim Durchzug durch die Dörfer habe Hans Peißker immer wieder die Einwohner zur Umkehr gerufen: „Liebes Volk, tut Buße, denn des Herrn Tag ist nahe bei uns!“ Kurz nach der Ankunft auf der Leuchtenburg erfolgte ein erstes Verhör der Verhafteten. Auf die dort gestellten Fragen gaben sie nur ausweichende Antworten. Zu ihren Anschauungen seien sie nicht durch besondere Lehrer der Täuferbewegung gekommen. Sein „lebendiger Vater“ – so Hans Peißker – „der Schöpfer Himmels und der Erden“ habe ihn darin unterwiesen. Auch die Namen und Wohnorte anderer Teilnehmer an den Täufertreffen wollte er nicht verraten: „Es seien Kinder Gottes, ihr Fleisch sei von der Erden, und sie wohnen in der Hand Gottes zwischen Himmel und Erde.“

### Liste der in der Mühle bei Kleineutersdorf verhafteten Täufer und Täuferinnen
Die Namen der 16 bei Kleineutersdorf festgenommenen Täuferinnen und Täufer sind überliefert und finden sich in dem bereits erwähnten Verhaftungsprotokoll.
| Nr. | Name                                    | Herkunft                                                                  | Bemerkungen |
| --- | --------------------------------------- | ------------------------------------------------------------------------- | --- |
| 01  | Hans Peißker                            | Mühle bei Kleineutersdorf                                                 | Gastgeber der Versammlung, Vater der Marta Peißker |
| 02  | Jorge Knoblauch                         | Emseloh (heute Ortsteil der Stadt Allstedt im Landkreis Mansfeld-Südharz) | Ehemann der Anna Scheidemantel; man fand ein Messer, versteckt in seiner Schuhsohle |
| 03  | Rudolf Schermer                         | Aschersleben                                                              | ein „armer Drescher“ von Beruf; man fand bei ihm ein Messer |
| 04  | Jobst Muller                            | Schönau bei Wiesenburg                                                    | verheiratet mit Ursula Widekind; man fand bei ihm ein Messer in den Schuhen |
| 05  | Lorenz Petzsch                          | Emseloh bei Sangerhausen                                                  | man fand bei ihm ein Messer |
| 06  | Peter Rollenperger                      | Oberbucka bei Monich Bernßdorf                                            | ein Leineweber von Beruf |
| 07  | Herman Gerewme                          | Walterßhawsen (heute Landkreis Gotha)                                     | von Beruf ein Köhler, wohnte in Kleinschmalkalden, war verheiratet |
| 08  | Jobst Mewrer                            | Haer (Ortsteil der Stadt Wilkau-Haßlau im Landkreis Zwickau)              | war verheiratet und Vater eines Kindes |
| 09  | Heinrich Muller                         | Schönau bei Wiesenburg                                                    | von Beruf Müller und Futterschneider; war verheiratet mit Anna Widekindts (=Widekind?) Drawlick und Vater eines Kindes                                                                                    |
| 10  | Heinz Kraut (Krawt, Heintz Craut)       | Esperstatt bei Frankenhausen                                              | von Beruf ein Schneider, war verheiratet; seine Frau befand sich wegen ihres Glaubens im Gefängnis in Donna (heute im Landkreis Gotha gelegen); Kraut war unter den Gefangenen der einzige Schreibkundige |
| 11  | Merten Kolbe                            | Dobersdorf bei Sangerhausen                                               | von Beruf ein Schäfer; war verheiratet, von Heinz Kraut mit den Täufern bekannt gemacht worden; befand sich im Besitz einer größeren Geldsumme (2 Schock Geldes)                                          |
| 12  | Anna Widekindts (=Widekindes?) Drawlick | Schönau bei Wiesenburg                                                    | war verheiratet mit Heinrich Müller |
| 13  | Anna Scheidemantels                     | Emseloh (heute Ortsteil der Stadt Allstedt im Landkreis Mansfeld-Südharz) | verheiratet mit Jorge Knoblauch; schwanger; gab über ihre empfangene Taufe nähere Auskunft. |
| 14  | Margarethe (Marta?) Peißker             | Mühle bei Kleineutersdorf                                                 | Tochter Hans Peißkers; war zur Zeit der Festnahme 16 Jahre alt; nannte ihren Vater „Bruder“ und wurde von ihrem Vater „Schwester“ genannt                                                                 |
| 15  | Ursula Widekindes (=Widekindts?)        | Schönau bei Wiesenburg                                                    | war verheiratet mit Jobst Muller; „getraut von Gott“ (ohne Hinzuziehung eines Geistlichen) |
| 16  | Ursula Mewrers                          | Schönau bei Wiesenburg                                                    | war die unverheiratete Tochter des Jacoff Mewrers und eine leibliche Schwester Jobst Mewrers; hoffte, dass auch ihr Vater sich den Täufern anschließt                                                     |

### Verhöre und Verurteilung
Auf der Leuchtenburg angekommen, trennte man die Gruppe der Verhafteten aus Sicherheitsgründen. Während 12 Gefangene, darunter die Frauen, im Burgverlies verblieben, wurden Hans Peißker, Heintz Craut, Jo(b)st Muller sowie Lorenz Petzsch nach Jena verbracht. Letzterer erklärte, dass er noch nicht getauft sei, auch sonst in der täuferischen Lehre nicht sehr bewandert wäre. Er könne sich durchaus vorstellen, nach einem gewissen theologischen Unterricht seine bisherigen Auffassungen zu widerrufen. Das Verfahren gegen Petzsch wurde deshalb abgetrennt.
Die Verhöre der drei anderen Männer begannen am 1. Dezember 1535. Beteiligt an den Untersuchungen waren neben dem Jenaer Stadtpfarrer Anton Musa und einzelnen Ratsherren die beiden Wittenberger Reformatoren Caspar Cruciger und Philipp Melanchthon. Sie hielten sich in Jena auf, weil die Wittenberger Universität, an der sie lehrten, wegen der Pest dorthin evakuiert worden war. Verhandelt wurden in der Hauptsache folgende Lehrfragen: Dreieinigkeit Gottes, Sündenvergebung, Gütergemeinschaft, Verhalten gegenüber der Obrigkeit, Stellung zur Kindertaufe, zum Eid und zur Ehe. Auf die Frage nach ihrem Verständnis von Gütergemeinschaft antworteten die drei Gefangenen laut Protokoll: „Ein Christ müsse (…) seinem Bruder, wo ers bedarf, mitteilen, und so einer die Stuben voll Geldes oder Gülden hätte, so könnt er nicht sagen, daß einer sein wäre.“ Ein solches Verhalten sei durch die Apostel begründet. Zur Kindertaufe gaben die drei Täufer Folgendes zu Protokoll: Sie sei im Neuen Testament nicht befohlen, da alle Kinder gerettet werden, „gleichviel ob sie Christen, Heiden oder Türken wären“. Als Gottes Geschöpfe seien Kinder „gut“. Gott sei kein Gott, „der ein Kindlein um ein paar Tropfen Wasser willen verdamme“. Die sogenannte Erbsünde habe im Blick auf die Kinder keine Bedeutung, da sie diese Erbschaft ja noch nicht annehmen könnten. Erst später, wenn sie als Heranwachsende durch eigene Sünde in diese Erbschaft einwilligten, habe die Erbsünde „Kraft“.
In den folgenden Tagen und Wochen fanden weitere zum Teil peinliche Befragungen statt. Besonders kühn reagierten die Gefangenen auf Melanchthons Fragen. Sie duzten ihn und nannten ihn einen „Henker“. Als man ihnen daraufhin antwortete, dass letztendlich die Obrigkeit das Urteil fälle, sprachen sie zu Melanchthon: „Ei ja, du willst die Hände waschen wie Pilatus“. Während der Verhöre wandte man Folterungen vor allem dort an, wo es um die Herausgabe der Namen anderer Führer und Mitglieder der Täuferbewegung ging. Peißker, Craut und Muller blieben jedoch standhaft; der einzige Name, den sie preisgaben, war der ihres theologischen Lehrers: „Ihr Prophet [sei] Doktor Karlstadt, der jetzt ihren Glauben zu Basel predige.“ Am 25. Januar 1536 wurde mit der Zustimmung Philipp Melanchthons und der Juristischen Fakultät der Universität Jena das Todesurteil gefällt und die sofortige Vollstreckung angeordnet.

### Hinrichtung

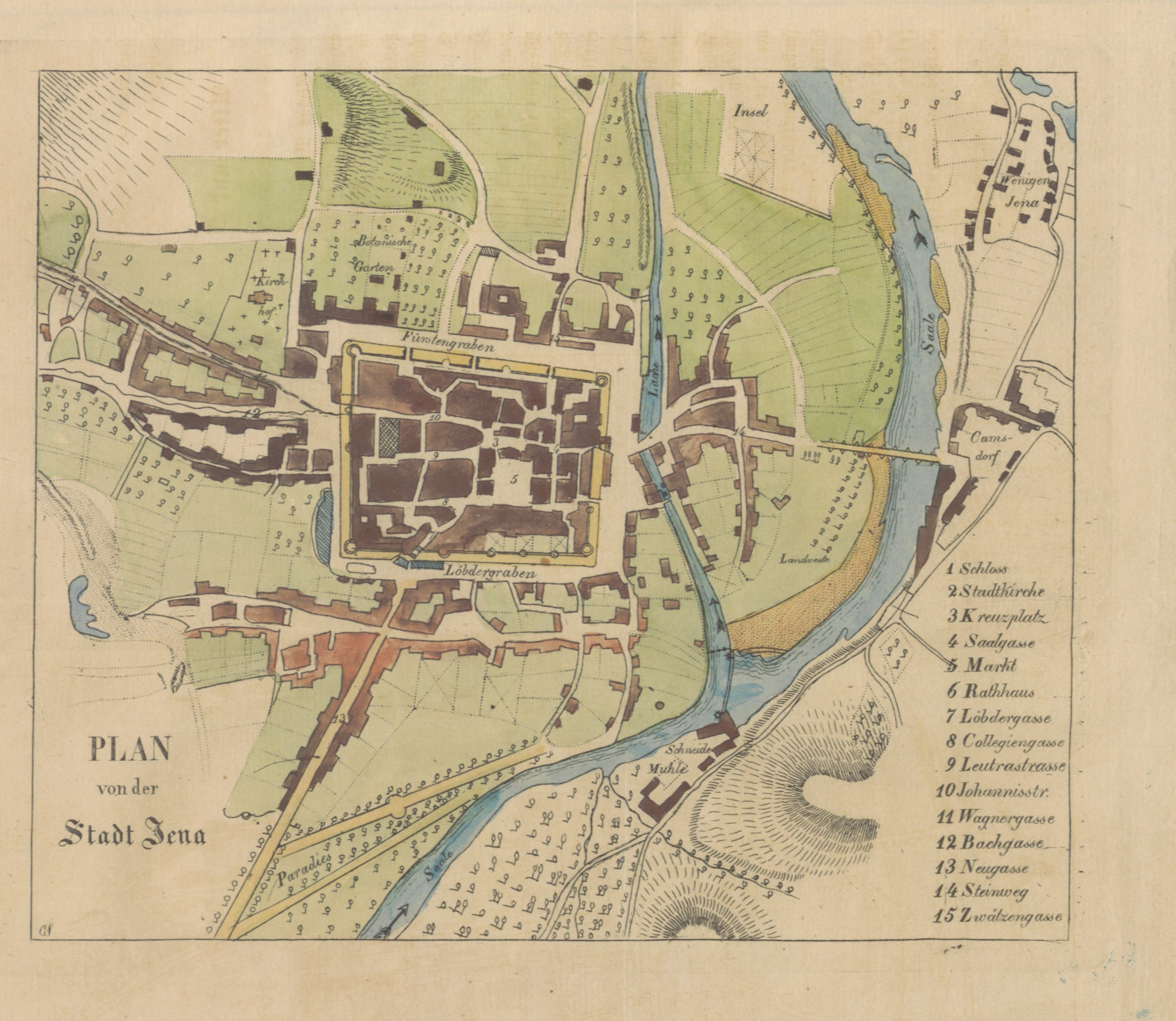
Jena 1858 mit der Richtstätte Landfeste

Die Hinrichtung geschah auf der Landfeste, einem befestigten Gelände vor den Stadtmauern Jenas, direkt an der Saale bei der Camsdorfer Brücke gelegen. Hier befand sich sowohl die städtische Abdeckerei als auch die Richtstätte. Letztere findet sich noch auf einer Karte vom Anfang des 19. Jahrhunderts eingezeichnet. Der eigentliche Richtplatz, der sogenannte Rabenstein, hatte eine runde Form und ist auf alten Karten nördlich der Brücke zu sehen. Hier wurden am 26. Januar 1536 Heinz Kraut, Jo(b)st Möller und Hans Peißker enthauptet. Sie sind wohl auch auf der Landfeste begraben worden, denn beim Bau der neuen Saalebrücke entdeckte man 1912 drei Skelette mit vom Rumpf getrennten Häuptern.
Grundlage des Urteils und der Hinrichtung war das vom Reichstag zu Speyer im Jahr 1529 beschlossene Wiedertäufermandat, das von beiden konfessionellen Parteien – wenn auch aus verschiedenen Gründen – mitgetragen wurde.